# 12648 Ibarbourou
12648 Ibarbourou è un asteroide della fascia principale. Scoperto nel 1977, presenta un'orbita caratterizzata da un semiasse maggiore pari a 2,3808289 UA e da un'eccentricità di 0,0822613, inclinata di 6,20438° rispetto all'eclittica.